# Génération engagée
Génération engagée, anciennement Jeunes PSC, puis Jeunes CDH, est le mouvement de jeunesse du parti politique belge Les Engagés. Ses membres sont âgés de 16 à 35 ans.

## Historique
Les Jeunes PSC sont reconnus comme organisation de jeunesse par la Communauté française depuis 1985. Ils ont changé de dénomination en 2002, au moment où le PSC est devenu le Centre démocrate humaniste pour devenir les Jeunes CDH. Vingt ans plus tard, ceux-ci changent à nouveau de nom pour devenir Génération engagée.

## Organisation
L’ASBL des Jeunes cdH est active au niveau national, à Bruxelles (et sa périphérie), en Wallonie au niveau des Provinces, ainsi qu’au niveau local.
Les Jeunes cdH sont ainsi représentés par 6 entités provinciales/métropolitaines correspondant aux 5 provinces wallonnes et à la métropole de Bruxelles (comprenant sa périphérie). D’autres entités locales et arrondissements existent également.

## Publications
D’une part, des communiqués de presse et articles sont publiés régulièrement sur son  site internet ainsi que via le profil Facebook et Twitter des Jeunes cdH. Ces documents révèlent des prises de position et propositions du mouvement sur des enjeux de société et sur l’actualité, qui touchent particulièrement les jeunes.
D’autre part, les Jeunes cdH ont lancé une Web TV, qui contient une émission trimestrielle Inside ainsi que des vidéos « focus » sur des sujets d’actualité.